# عيون بصال (سيدي بوبكر الحاج)
عيون بصال هي إحدى مشيخات المملكة المغربية، تتبع جغرافيا لإقليم القنيطرة وإداريًا لسيدي بوبكر الحاج. يقدر عدد سكانها بـ 15990 نسمة حسب الإحصاء الرسمي للسكان والسكنى لسنة 2004.